# Антиномистский спор (1636-1638)
Антиномистский спор (англ. Antinomian Controversy), также известный как спор о свободной благодати (англ. the Free Grace Controvers) — религиозный и политическим конфликт в колонии Массачусетского залива с 1636 по 1638 год. Он вызвал большие споры среди общественности против взглядов некоторых сторонников пуританского проповедника Джона Коттона. Самыми известными защитниками свободной благодати, которых часто называют «антиномианцами», были Энн Хатчинсон, её зять преподобный Джон Уилрайт, а также губернатор Генри Вейн. Споры были богословскими дебатами о роли «ковенанта благодати» и «ковенанта дел». 

## История
Во главе конфликта была Энн Хатчинсон, следовавшая учению Джона Коттона. После того, как Коттон из-за разногласий с англиканцами был вынужден покинуть Англию, Хатчинсон последовала за ним в Бостон.

В Бостоне Хатчинсон пользовалась влиянием среди женщин города и принимала их у себя дома для обсуждения еженедельных проповедей. В конце концов, на эти собрания стали приходить мужчины, среди них и губернатор штата Генри Вейн. Во время встреч Хатчинсон критиковала министров (преподобных) и магистратов колонии, а также Джона Уинтропа, обвинив их в оправдании только по делам, а не по благодати. На одном из собрании она сказала:
Насколько я понимаю — законы, приказы, правила, а также указы предназначены для тех, у кого нет света, который бы озарил путь в жизни. Но тот, кто имеет Божью благодать в своем сердце, не может заблудиться.
Осенью 1636 года ортодоксальные министры колонии провели встречи с Коттоном, Уилрайтом и Хатчинсон. Консенсус не был достигнут, и религиозная напряжённость продолжала нарастать.
Чтобы облегчить ситуацию, лидеры призвали провести день поста и покаяния 19 января 1637 года. Однако Коттон пригласил Уилрайта выступить в бостонской церкви во время службы в тот день, и его проповедь произвела фурор, который углубил растущее разделение. В марте 1637 года суд обвинил Уилрайта в неуважении и подстрекательстве к мятежу, однако приговор ему не был вынесен. Его сторонники распространили петицию от его имени, в основном представители бостонской церкви.

Религиозный спор имел немедленные политические последствия. Во время выборов в мае 1637 года антиномисты потерпели две крупные неудачи, когда Джон Уинтроп победил Вейна в губернаторской гонке, а некоторые бостонские магистраты были уволены с должности за поддержку Хатчинсон и Уилрайта. Вейн вернулся в Англию в августе 1637 года. После суда, в ноябре 1637 года, Уилрайт был приговорён к изгнанию, а Хатчинсон предстала перед обвинением. Она хорошо защищалась, но на второй день слушаний заявила, что обладает прямым личным откровением от Бога, и пророчила гибель колонии: 
И узрите Писание, которое исполняется в моих глазах; поэтому остерегайтесь того, что вы собираетесь сделать со мной, ибо вы не имеете власти над моим телом и не можете причинить мне никакого вреда, ибо я в руках вечного Иегова, моего Спасителя, я встречаю его; пределы моего обетования стремятся на небеса. Я ценю любого смертного человека не более, чем одно из созданий в его руке. Я не боюсь никого, кроме великого Иеговы, который предсказал мне все это, и я искренне верю, что он избавит меня от ваших рук. Поэтому смотрите, как вы поступите со мной, ибо я знаю, что за то, что вы собираетесь сделать со мной, Бог погубит вас, ваше потомство и все это государство.
 Её обвинили к подстрекательству к мятежу и выслали из колонии, её отъезд положил конец спорам.
|             |             |               |            |
| Джон Уилсон | Джон Коттон | Энн Хатчинсон | Генри Вейн |